# 테르구
테르구(Tergu, 언어 오류(sdc): Zelgu)는 사르데냐 이탈리아 지역의 사사리도에 있는 코무네 (지자체)로, 칼리아리 북쪽 약 190 킬로미터 (120 mi), 사사리 북동쪽 약 20 킬로미터 (12 mi) 떨어진 앙글로나 역사 지역에 위치한다.
이곳에는 로마네스크 양식의 노스트라 시뇨라 디 테르구 교회가 있다.